# Rave the Reqviem
Rave the Reqviem, manchmal auch RTR oder die Chvrch of RTR, ist eine schwedische Alternative-Metal-Band aus Borgholm, die momentan in Kalmar zu Hause ist. Filip Lönnqvist gründete die Band im Jahr 2011. Momentan sind sie beim deutschen Independent-Record-Label Out of Line Music unter Vertrag.

## Geschichte
Filip Lönnqvist gründete die Band im Herbst 2011 gemeinsam mit seiner Mutter Carola. 2017 verließ Carola Lönnqvist die Band. Ihren Platz nahm Jenny Fagerstrandh ein. Bevor sie sich Rave the Reqviem anschloss, war Fagerstrandh zusammen mit ihrem RTR-Kollegen Frank Petersson bereits in der Band Rockaholic aktiv. Bereits 2020 verließ Fagerstrandh die Band wieder, Sie wurde später durch Jennie Nord ersetzt.
2019 verließ zudem der Pianist Erik Cederberg die Band und wurde durch Rickard Lindgren ersetzt.
Rave the Reqviem traten am 24. August 2019 auf dem Infest auf.
Am 27. April 2023 veröffentlichen Rave the Reqviem die vierte Single aus ihrem kommenden Album EX-EDEN, „How to Hate Again“, mit Joacim „Jake E“ Lundberg von Cyhra.

## Stil und Einfluss
Die Band bezieht vor allem religiöse Themen (insbesondere aus dem Neuen Testament) in ihre Namen, Albumtitel, Songtitel und Texte ein. In einem Interview mit Inferno Sound Diaries aus dem Jahr 2017 nannte der Gründer Filip Lönnqvist die Bibel seine „Lieblingsinspirationsquelle“, bezeichnete aber Musik als „[seine] Religion“.
Wie in ihrem Namen auch, ersetzt Rave the Reqviem in ihren Albumtiteln, Songtiteln und Social-Media-Posts den Buchstaben „u“ durch ein „v“, eine Gebräuchliche Praxis in der englischen Schriftsprache vor dem 16. Jahrhundert.

## Mitglieder
Jedes Mitglied von Rave the Reqviem verwendet ein religiöses Pseudonym.
- Filip Lönnqvist, „The Prophet“ – Gesang, Gitarren, Bass, Synthesizer (2011 – heute)
- Jennie Nord, „The Sister Svperior“ (2020 – heute)
- Rickard Lindgren, „The Cantor“ – Gesang, Percussion, Keyboard (2019 – heute)
- Petter Perseius, „The Archbishop“ – Bass (2011 – heute)
- Frank Petersson, „The Deacon“ – Schlagzeug (2011 – heute)

### Frühere Mitglieder
- Carola Lönnqvist, „The Holy Mother“ – Gesang (2011–2017)
- Erik Cederberg, „The High Priest“ – Keyboard, Backing Vocals (2011–2019)
- Jenny Fagerstrandh, „The Seraph“ – Gesang (2017–2020)

## Diskografie
- Rave the Reqviem (November 2014)
- The Gospel of Nil (Oktober 2016)
- FVNERAL [sic] (Oktober 2018)
- Stigmata Itch (Dezember 2020)
- EX-EDEN (Oktober 2023)